# Євлахов Анатолій Сергійович
Анатолій Сергійович Євлахов (нар. 14 квітня 1981, м. Керч) — український громадський діяч та політик. Народний депутат України  VIII скликання, 207 одномандатний виборчий округ на Чернігівщині, Блок Петра Порошенка.

## Освіта
1998 року закінчив ЗОСШ № 2 м. Алушта.
2002 року закінчив Київський національний економічний університет, отримав диплом магістра з фінансів.

## Трудова діяльність
Трудовий шлях розпочав у 2003 році — працював на керівних посадах в банківських установах та виробничих підприємствах.
З 2014 до 2019 — Народний депутат України VIII скликання

## Сім'я
Одружений, разом з дружиною Оленою виховує двох синів.

## Благодійна діяльність
Співзасновник Благодійного фонду «Слов'янський», який фінансує заходи з боротьби з онкозахворюваннями, а також надає підтримку дитячим навчальним закладам. 
Партнер Всеукраїнської літературної премії «Вибір дітей» конкурсу Коронація слова, засновник регіональної премії для школярів «Освічені діти — успішна країна».